# Гуслянка (напиток)
Гу́слянка, также гусля́нка — традиционный карпатский кисломолочный продукт, вырабатываемый путем сквашивания кипяченого молока. Само слово гуслянка происходит от слова «густой» и буквально означает «сгустившийся», «загустившийся». Другое название гуслянки — «Зимнее молоко», потому что она сохраняется месяцами и могла заменять обычное молоко в зимний период (за счет увеличения количества молочнокислых бактерий её вкус тогда становился острее).
Гуслянка известна по крайней мере с XIX в. Существует легенда, что её рецепт подарили людям мольфары — как напиток здоровья, молодости и долголетия.
Для приготовления гуслянки молоко доводят до кипения, затем охлаждают до 30-40 °C. Стенки сосуда (банки, горшка) вымазывают сметаной, наливают теплое молоко, не перемешивая. Сосуд укутывают полотенцем и ставят на 12 часов в теплое место, а затем — в холодильник. По технологии приготовления, гуслянка близка к таким продуктам, как мацони, катык и греческий йогурт. Гуслянку с топленого молока называют «татарским катыком».
По консистенции гуслянка занимает промежуточное место между сыром, маслом и сметаной, благодаря чему она может заменить любой из этих продуктов. На её основе гуцулы готовили сыр с оригинальным сливочно-молочным вкусом. Она заменяет и сметану — в борщах, кондитерских кремах, салатах и мясных блюдах.